# Ortenburg (gmina)

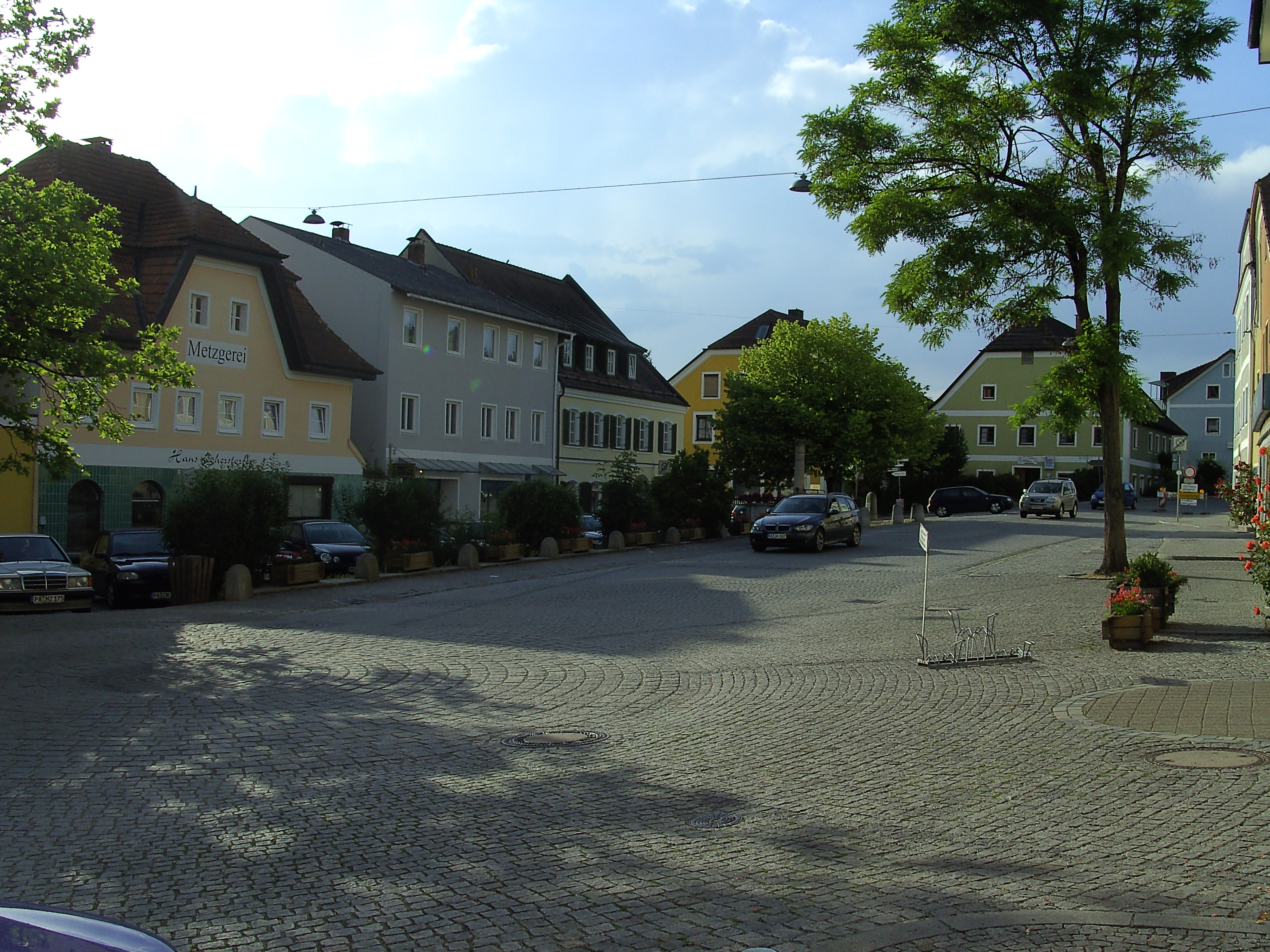
Ortenburg

Ortenburg – gmina targowa w Niemczech, w kraju związkowym Bawaria, w rejencji Dolna Bawaria, w regionie Donau-Wald, w powiecie Pasawa. Leży około 15 km na północny wschód od Pasawy, przy linii kolejowej Vilshofen an der Donau – Ortenburg.

## Demografia
| Rok  | Liczba mieszk. |
| ---- | -------------- |
| 2003 | 7 300          |
| 2004 | 7 315          |
| 2005 | 7 328          |
| 2006 | 7 307          |